# Walter Wuttke
Walter Wuttke oder Walter Wuttke-Groneberg (* 14. Februar 1941 in Finsterwalde) ist ein deutscher Medizinhistoriker und Altphilologe, der wegweisend über die Medizin im Nationalsozialismus forschte und publizierte.

## Leben und Werk
Walter Wuttke wuchs als Sohn eines Oberzollinspektors und einer Kindergärtnerin mit sechs Geschwistern auf. Seine Abiturprüfung legte er in Bremen ab und studierte zunächst Theaterwissenschaft in Köln. Später schrieb er gemeinsam mit Jörg Bohse, dem späteren langjährigen Vorsitzenden der West-Ost-Gesellschaft in Baden-Württemberg, zwei Theaterstücke, die Ende der 1970er-Jahre im Landestheater Tübingen aufgeführt wurden. Als Schauspieler traten darin unter anderem Walter Jens, Pastor Heinrich Albertz und Peter O. Chotjewitz auf.
Wuttke wandte sich später anderen Interessengebieten zu und studierte in Bonn und Tübingen die Fächer Germanistik, Philosophie, Pädagogik, Lateinische Philologie und Medizingeschichte. 1969 wurde er mit einer Arbeit über den Hamburger Arzt und Botaniker Otto Sperling (1602–1681) im Fach Latein zum Dr. phil. promoviert.
Von 1970 bis 1980 war er wissenschaftlicher Assistent am Institut für Geschichte der Medizin der Universität Tübingen (heute: Institut für Ethik und Geschichte der Medizin), unterbrochen von einem einjährigen Studienaufenthalt in den USA als Visiting Scholar an der Historischen Abteilung der Universität Chicago. Aus Amerika zurückgekehrt, wechselte er vom 1. Januar 1980 bis 31. Dezember 1981 an das Ludwig-Uhland-Institut in Tübingen. Unmittelbar anschließend war er bis Ende 1984 als wissenschaftlicher Leiter an der neu aufgebauten KZ-Gedenkstätte „Dokumentationszentrum Oberer Kuhberg“ in Ulm tätig, wo er bis heute lebt.
1980 veröffentlichte er Medizin im Nationalsozialismus – ein Arbeitsbuch. Dabei handelt es sich um eine Sammlung kommentierter Auszüge aus zeitgenössischen Texten, Abschriften und Faksimiles von Archivquellen sowie Bildmaterial zu neun Themenbereichen, wie z. B. Gesundheitserziehung, Geburtshilfe, alternative Heilkunde und Sozialversicherung aus nationalsozialistischer Sicht sowie Vernichtungslehre der nationalsozialistischen Medizin und Standespolitik der Ärzteschaft im Nationalsozialismus. Zum Zeitpunkt der Veröffentlichung des Buches war die Forschung zur nationalsozialistischen Medizin in den meisten Bereichen rudimentär, insbesondere die Ärzteschaft hatte noch keinen adäquaten Zugang zu ihrem eigenen Verhalten im Nationalsozialismus finden können. Die Medizinhistoriker an den Universitäten hatten sich bis dahin dem Thema gegenüber weitgehend verschlossen. Das Buch sollte zu einer Befassung anregen und Einstiege mithilfe der Dokumente erleichtern. Wuttke und diesem Werk wird heutzutage eine Pionierrolle in der Erschließung des Themas Medizin im Nationalsozialismus zugesprochen.
1980 erarbeitete in Tübingen eine Gruppe von Studierenden der Medizin, der Pädagogik und der Empirischen Kulturwissenschaften unter Leitung von Wuttke die Ausstellung Volk und Gesundheit – Heilen und Vernichten im Nationalsozialismus. Die Ausstellung wurde in mehr als 70 Städten gezeigt und von über 100.000 Personen besucht. Ein ausführlich kommentierendes Begleitbuch zur Ausstellung erschien 1982.
Die Dokumentation der Rolle des Arztes Karl Haedenkamp (1889–1955) im Arbeitsbuch wie auch im Begleitbuch gaben den Anstoß zur Umbenennung der Kölner Haedenkampstraße in Herbert-Lewin-Straße im Jahr 1986. Haedenkamp war praktischer Arzt und Geburtshelfer, schon vor 1933 in der Deutschnationalen Volkspartei engagiert, nach 1933 Mitglied der NSDAP, der SA und der SS. Er vertrat eine gut dokumentierte rassistische und antisemitische Haltung. Federführend war er im Rahmen seiner Tätigkeit in der Reichsärztekammer an der Ausschaltung jüdischer und sozialistischer Ärzte beteiligt. Seine Tätigkeit in der ärztlichen Selbstverwaltung führte er nach Kriegsende ohne Unterbrechung ungehindert fort und avancierte zum Geschäftsführer der Bundesärztekammer. Ein Jahr nach seinem Tod erhielt die Straße, in der die Bundesärztekammer und die Kassenärztliche Bundesvereinigung ihre Sitze hatten, auf Veranlassung der Bundesärztekammer den Namen Haedenkamp-Straße. Wuttkes Forschung veranlasste die Bezirksvertretung von Köln-Lindenthal dazu, die Straße nach dem Kölner Arzt und Holocaust-Überlebenden Herbert Lewin umzubenennen. Der Platz vor dem jetzigen Sitz von Bundesärztekammer und der Kassenärztlichen Bundesvereinigung im Berliner Bezirk Charlottenburg-Wilmersdorf wurde ebenfalls nach Herbert Lewin benannt. Eine Biographie von Herbert Lewin, beruhend auf den Recherchen von Wuttke, ist als Comic-Serie von Elke Steiner im Deutschen Ärzteblatt in den Jahren 2003 bis 2004 erschienen.
Wuttke wurde ebenso wie anderen Wissenschaftlern, die sich früh mit dem Thema Medizin im Nationalsozialismus und weiteren Fragen im Zusammenhang mit der NS-Zeit befassten, keine berufliche Karriere im Universitätsbereich ermöglicht. Die in den 1970er-Jahren an Universitäten etablierten Medizinhistoriker hatten ihre Position zwangsläufig einem Lehrer zu verdanken, der seine Karriere in der NS-Zeit begonnen hatte. Zu diesen dann außerhalb der Universität forschenden Wissenschaftlern zählen Ernst Klee, Karl Heinz Roth, Angelika Ebbinghaus und Götz Aly. Der Politikwissenschaftler und Historiker Christoph Kopke schrieb über Wuttke:

„Zu den wenigen Wissenschaftlern, die auf die spezifische Verbrechensgeschichte der Medizin frühzeitig und immer wieder hingewiesen haben, zählt der Medizinhistoriker Walter Wuttke...Die Beschäftigung war gerade an den Universitäten und in der Ärzteschaft weitgehend tabuisiert, er stieß auf eine Mauer des Schweigens und nicht selten auf aggressive Schuld- und Erinnerungsabwehr. Walter Wuttke wurde zum akademischen Außenseiter, den man zwar zur Kenntnis nahm, zugleich aber zu ignorieren und zu diffamieren suchte.“

Am 21. Juli 1989 erlitt Wuttke einen Schlaganfall und ist seitdem sprachbehindert.
In den letzten Jahren forschte er zu verschiedenen Opfergruppen in Ulm und Umgebung. Dabei deckte er auf, dass Otto Elsässer (1886–1962), der in der Nachkriegszeit als Kommunalpolitiker und im kirchlichen Bereich am Wiederaufbau Ulms beteiligt war, in der Nazizeit als NSDAP-Mitglied eine Verwaltungskarriere machte und dabei als Stadtkämmerer und zeitweiliger stellvertretender Oberbürgermeister für die Enteignung und Vertreibung jüdischer Mitbürger sowie als Beauftragter für Zwangsarbeiter für die Durchsetzung von Zwangsabtreibungen verantwortlich war. Auf Wuttkes Vorschlag beschloss der Gemeinderat 2009 einstimmig die Umbenennung des Otto-Elsässer-Wegs in Willi-Eckstein-Weg. Willi Eckstein war ein 1932 in Ulm geborener Sinto, der 1943 im Vernichtungslager Auschwitz-Birkenau ermordet wurde.

## Auszeichnungen
Auf Beschluss der Bundesärztekammer wurde Walter Wuttke am 17. Dezember 2020 für seine Verdienste um die Aufarbeitung der Rolle der Ärzteschaft in der NS-Zeit das Ehrenzeichen der deutschen Ärzteschaft verliehen.

## Veröffentlichungen (Auswahl)
WW = Walter Wuttke
WWG = Walter Wuttke-Groneberg
Schriften
- WW: Otto Sperlings „Animadversiones in Scribonium et notas Johannis Rhodii“. Einleitung und Edition. Dissertation. Universität Tübingen, 1974, DNB 751184306.
- WWG: Medizin und Technik. In: Der Spiegel. Nr. 5, 1979, S. 162–163 (online – 29. Januar 1979).
- WWG: Medizin im Nationalsozialismus. Ein Arbeitsbuch. 2., unveränderte Auflage. Schwäbische Verlagsgesellschaft, Rottenburg 1982, ISBN 3-88466-006-3 (sozmad.de [PDF; 44,1 MB]).
- WWG: Befreiende Tat. In: Der Spiegel. Nr. 5, 1979, S. 170–173 (online – 26. Januar 1981).
- WW: (Hrsg.): Volk und Gesundheit. Heilen und Vernichten im Nationalsozialismus. Ausstellung 7.6.–30.6.1985 in den Greisinghäusern, Würzburg. Buch zur Ausstellung. Gesellschaft für politische Bildung, Würzburg 1985 (gateway-bayern.de).
- Das Schicksal jüdischer Ärzte in Deutschland. Herbert Lewin. In: Demokratisches Gesundheitswesen. Band 7/8, Juli/August 1986, S. 42–45.
- WW: Die Aufarbeitung der Medizin im »Dritten Reich« durch die deutsche Medizinhistoriographie. In: Jahrbuch für Kritische Medizin und Gesundheitswissenschaften. Band 14: Gesundheitspolitik zwischen Steuerung und Autonomie. März 1989, Kap. 15, S. 156–175; zugl.: Das Argument. Sonderband AS, 186, 1989, S. 156–175 (uni-magdeburg.de [PDF; 10,6 MB]).
- „Deutsche Heilkunde“ und „Jüdische Fabrikmedizin“. Zum Verhältnis von Natur-Volksheilkunde und Schulmedizin im Nationalsozialismus. In: H. v. Bussche (Hrsg.): Auffälligkeit und Resistenz. Medizinische Wissenschaft und politische Opposition im „Dritten Reich“. In: Hamburger Beiträge zur öffentlichen Wissenschaft. Band 6. Universität Hamburg, Berlin / Hamburg 1990, ZDB-ID 1075418-0, S. 23–54.
- WW: Ideologien der NS-Medizin. In: Jürgen Peiffer (Hrsg.): Menschenverachtung und Opportunismus. Zur Medizin im Dritten Reich. Attempto-Verlag, Tübingen 1992, ISBN 3-89308-135-6, S. 157–171.
- Auswahlbibliographie Walter Wuttke. In: Christoph Kopke (Hrsg.): Medizin und Verbrechen. Festschrift zum 60. Geburtstag von Walter Wuttke. Klemm & Oelschläger, Ulm 2001, ISBN 3-932577-32-9, S. 313–316.
- Rebecca Schwoch, WW: Herbert Lewin und Käte Frankenthal: Zwei jüdische Ärzte aus Deutschland. In: Deutsches Ärzteblatt. 101. Jg., Nr. 19, 7. Mai 2004, A 1319–1321 (aerzteblatt.de).
- WW: „O, diese Menschen“. Bericht über eine Einrichtung des Württembergischen Landesfürsorgeverbandes (Landeswohlfahrtsverband Württemberg-Hohenzollern). [Das Leben in der Ulmer Anstalt „Oberer Riedhof“ im Nationalsozialismus] (= Blaubeurer geographische Hefte. Band 28). Denkhaus-Verlag, Blaubeuren 2005, ISBN 3-930998-28-9.
- WW: Das Leiden und die Lebenspläne des Sinto Ranco Brantner  (= Blaubeurer geographische Hefte. Band 42). Denkhaus-Verlag, Nürtingen 2010, ISBN 978-3-930998-42-5.
- WW: Familie Eckstein: Lebensschicksale einer Musiker-Sinti-Familie aus Vöhringen und Rosenheim. Ein Erinnerungsbuch. Anton H. Konrad Verlag, Weißenhorn 2018, ISBN 978-3-87437-588-7.

Theaterstücke
- WWG Der Rote Faden. Lieder, Szenen, K-Lauer. Eine politische Revue zur Tradition der Sozialistengesetze in Deutschland. Schwäbische Verlagsgesellschaft, Tübingen 1980, OCLC 10273126 (Librettos).[1]
- Der Prozess gegen Karl von Moor.[1]
  - „Die eigentlichen Angeklagten sitzen nicht auf der Bank“. Prozeß gegen Karl von Moor mit Heinrich Albertz, Walter Jens und anderen. In: Die deutsche Bühne. Hrsg.: Deutscher Bühnenverein, Bundesverband der Theater und Orchester, Berlin. Band 51, 1980, Nr. 3, ISSN 0011-975X, OCLC 915391915, S. 10–12.

Referate an Gesundheitstagen
- WWG: Von Heidelberg nach Dachau. „Vernichtungslehre“ und Naturwissenschaftskritik in der nationalsozialistischen Medizin. In: Gerhard Baader, Ulrich Schultz (Hrsg.): Medizin und Nationalsozialismus. Tabuisierte Vergangenheit – Ungebrochene Tradition? (= Dokumentation des Gesundheitstages Berlin 1980. Band 1). Verlagsgesellschaft Gesundheit mbH, Berlin 1980, ISBN 3-922866-00-X, S. 113–138 (Referat), S. 139–141 (Diskussion), S. 141–144 (Zuschrift von Heinrich Huebschmann).
- WWG: Heilpraktiker im Nationalsozialismus. In: Manfred Brinkmann, Michael Franz (Hrsg.): Nachtschatten im weißen Land. Betrachtungen zu alten und neuen Heilsystemen. Beiträge vom Gesundheitstag Hamburg 1981. Verlagsgesellschaft Gesundheit, Berlin 1982, ISBN 3-922866-15-8, S. 127–147 (ethz.ch [PDF; 100 kB] Inhaltsverzeichnis).